# Bāgh Pīshgāh
Bāgh Pīshgāh (persiska: باغ پیشگاه) är en ort i Iran.   Den ligger i provinsen Kerman, i den sydöstra delen av landet, 900 km sydost om huvudstaden Teheran. Bāgh Pīshgāh ligger 1 955 meter över havet och antalet invånare är 194.
Terrängen runt Bāgh Pīshgāh är varierad, och sluttar västerut. Runt Bāgh Pīshgāh är det glesbefolkat, med 12 invånare per kvadratkilometer. Bāgh Pīshgāh är det största samhället i trakten. Omgivningarna runt Bāgh Pīshgāh är i huvudsak ett öppet busklandskap.